# Parapsyche elsis
Parapsyche elsis là một loài Trichoptera trong họ Hydropsychidae. Chúng phân bố ở miền Tân bắc.